# 2-アルケナールレダクターゼ
2-アルケナールレダクターゼ（2-alkenal reductase）は、次の化学反応を触媒する酸化還元酵素である。
n-アルカナール + NAD(P)+ {\displaystyle \rightleftharpoons } 2-アルケナール + NAD(P)H + H+
反応式の通り、この酵素の基質はn-アルカナールとNAD(P)+、生成物は2-アルケナールとNAD(P)HとH+である。
組織名はn-alkanal:NAD(P)+ 2-oxidoreductaseである。